# Kurfürstliches „Wasserträgerhaus“

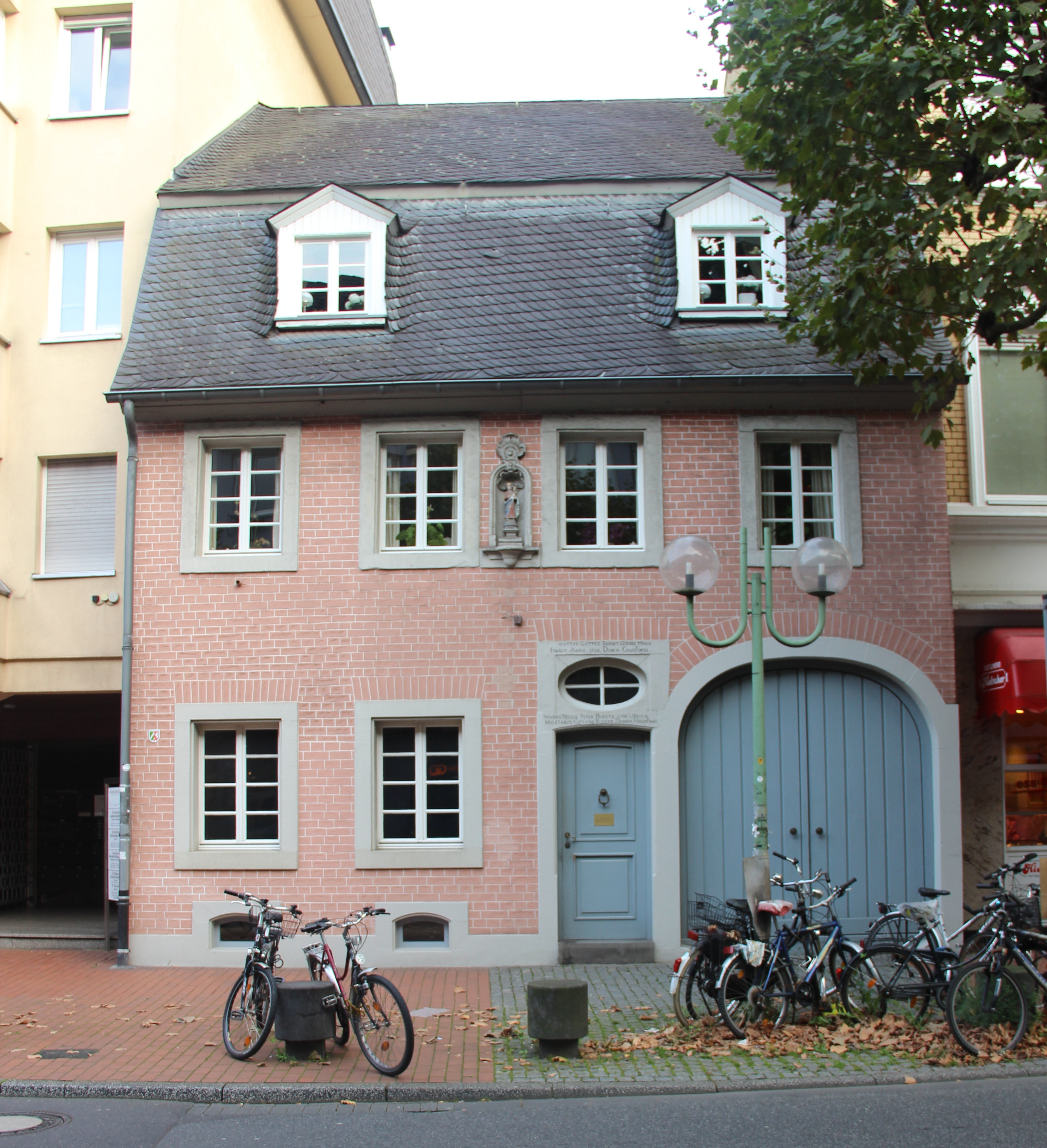
Das „Wasserträgerhaus“ im Jahr 2014

Das Kurfürstliche „Wasserträgerhaus“ im Bonner Ortsteil Poppelsdorf stammt aus dem Jahr 1750 und ist das einzige noch bestehende Wohnhaus aus der barocken kurfürstlichen Epoche Bonns im Ortsteil. Das Gebäude befindet sich an der Clemens-August-Straße 13 und steht als Baudenkmal unter Denkmalschutz.

## Geschichte
Im Jahr 1743 hatte der Wasserträger des Kölner Kurfürsten Clemens August, Peter Blentz (1688–1769), einen halben Morgen Land in Poppelsdorf erworben. 1750 errichtete er hier – vermutlich auf eigene Kosten – ein Wohnhaus. Denkbar ist auch, dass das Gebäude neben einigen weiteren auf Veranlassung des Kurfürsten errichtet und erst in Folge an verdiente Dienstleute des kurfürstlichen Hofes abgegeben wurde. Clemens August hätte so nicht nur Funktionsträger in der Nähe seiner Residenz wohnen gehabt, sondern gleichzeitig für eine repräsentative, einer Residenzstadt würdige Bebauung am Ortseingang nach Poppelsdorf gesorgt.
Die ersten Bewohner des Hauses in der heutigen Clemens-August-Straße waren die Familie von Peter Blentz und seiner Frau Ursula, geb. Mostart. Sie war seine zweite Frau. Mit ihr hatte er fünf Söhne und fünf Töchter. Blentz’ Aufgabe als Wasserträger bestand darin, den Kurfürsten in Bonn und Poppelsdorf täglich mit frischem Brunnenwasser zu versorgen. Das verwendete Wasser entnahm er wahrscheinlich dem „Riesenborn“ (im Poppelsdorfer Oberdorf), der 1829 an die Porzellan- und Steingutfabrik Ludwig Wessel verkauft wurde. Blentz besaß neben dem 1750 errichteten Haus wenigstens zwei weitere Gebäude in Poppelsdorf sowie einen Weingarten. Er starb im Alter von 81 Jahren und wurde an der heute nicht mehr bestehenden Poppelsdorfer Kapelle beigesetzt. Seine Frau Ursula überlebte ihn um 14 Jahre und starb 1783.
1845 erwarb die katholische Kirchengemeinde das Anwesen als Wohnort für ihren Geistlichen. Später befanden sich im Gebäude unter anderem ein Lebensmittelgeschäft und verschiedene Restaurants. In den 1960er Jahren wurde es dem damaligen Stil entsprechend umgestaltet.
Im Februar 1979 wurde in der regionalen Presse ein bevorstehender Abriss des damals verwahrlosten Hauses thematisiert. Bonner General-Anzeiger, Bonner Rundschau und der Ortsbund Poppelsdorf berichteten zu betreffenden, kritisierten Vorgängen in städtischen Behörden. Da sich alle Fraktionen in der Bezirksvertretung für einen Erhalt des Hauses aussprachen, konnte der Abriss verhindert werden. Im Rahmen einer Sanierung wurde das Haus äußerlich etwa in das Aussehen aus kurfürstlicher Zeit zurückversetzt. Es wird heute privat genutzt, das hier zwischenzeitlich eingerichtete Restaurant „Zum Wasserträger“ existiert nicht mehr.

## Architektur
Das zweistöckige Haus wurde in Ziegelbauweise erstellt, die Innenwände teilweise auch aus Fachwerk. Die Unterkellerung besteht aus massiven Tonnengewölben, ebenfalls aus Ziegelstein gefertigt. Ein schiefergedecktes Walmdach verfügt über zwei Gauben. Zur Straßenseite hat das Gebäude im Erdgeschoss zwei Fenster, den Hauseingang und eine Toreinfahrt; im Obergeschoss vier Fensterachsen. Die Sprossenfenster und die Zugänge sind in Sandstein gerahmt. Im Obergeschoss befindet sich mittig zwischen den Fenstern eine dekorativ gestaltete Außennische, in der eine Madonnenstatue aufgestellt ist. Es handelt sich dabei nicht um das Original, dessen Verbleib unbekannt ist.
Über dem Eingang im Erdgeschoss ist ober- und unterhalb eines ovalen Fensters eine Inschrift erhalten:

„MUTTER. GOTTES. SEGNET DIESES HAUS. ERBAUT. ANNO 1750. DURCH. CHURFÜRST.

 WASSER TRÄGER PETES BLENTZ. UND URSULA MOSTART GENAND BLENTZ. DESSEN HAUSFRAU“

Früher soll auch noch der Zusatz vorhanden gewesen sein: „In der Hand Gottes stehet dieses Haus“. An der Rückseite des aus der heutigen Häuserzeile an der Straße hervortretenden Gebäudes schließt sich ein längerer, schmaler Garten zur Wielstraße hin an.